# 林民夫
林 民夫（はやし たみお、1966年9月26日 - ）は、日本の脚本家。神奈川県生まれ。日本シナリオ作家協会会員。

## 経歴
1987年、日本映画学校（現・日本映画大学）卒業。1991年、テレビアニメ『サザエさん』で脚本家デビュー。テレビアニメ『YAT安心!宇宙旅行』、特撮テレビ番組『超星艦隊セイザーX』ではシリーズ構成を務めた。2006年以降は『ルート225』など劇場用映画も数多く手がけている。
2015年『永遠の0』で第38回日本アカデミー賞優秀脚本賞を受賞。

## 作品
特記のないものは脚本担当。

### テレビ
- サザエさん（1991年10月）
- 3丁目のタマ うちのタマ知りませんか?（1994年4月）
- YAT安心!宇宙旅行（1996年10月）シリーズ構成・脚本
- エコエコアザラク（1997年2月）
- 真・女神転生デビルサマナー（1997年10月）
- 吸血姫 美夕（1997年10月）
- マイアミ☆ガンズ（2000年2月）
- Heart Beat（2000年10月）
- スターぼうず（2000年12月）
- 時空警察ヴェッカーD-02（2002年1月）
- ウルトラQ dark fantasy（2004年4月）
- 宇宙交響詩メーテル 銀河鉄道999外伝（2004年8月）
- ほんとにあった怖い話 レギュラーシリーズ・セカンドシーズン（2004年10月）
- 危険なアネキ（2005年10月）
- 超星艦隊セイザーX（2005年10月）シリーズ構成・脚本
- ほんとにあった怖い話 夏の特別編2006 鎌倉ミステリーツアースペシャル（2006年8月）
- イヌゴエ（2006年10月）
- 親孝行プレイ（2008年10月）
- 予告犯 -THE PAIN-（2015年6月）

### 映画
- バナナシュート裁判（1989年3月）撮影
- 楳図かずお恐怖劇場 プレゼント（2005年7月）
- ルート225（2006年3月）
- 奈緒子（2008年2月）
- ダイブ!!（2008年6月）
- フィッシュストーリー（2009年3月）
- ゴールデンスランバー（2010年1月）
- てぃだかんかん〜海とサンゴと小さな奇跡〜（2010年4月）
- ソフトボーイ（2010年6月）
- ジーン・ワルツ（2011年2月）
- うさぎドロップ（2011年8月）
- 道〜白磁の人〜（2012年6月）
- みなさん、さようなら（2013年1月）
- 藁の楯（2013年4月）
- 永遠の0（2013年12月）
- 白ゆき姫殺人事件（2014年3月）
- 予告犯（2015年6月）
- チア☆ダン〜女子高生がチアダンスで全米制覇しちゃったホントの話〜（2017年3月）
- ラストレシピ〜麒麟の舌の記憶〜（2017年11月）
- 空飛ぶタイヤ（2018年6月）
- 糸（2020年8月）
- 太陽は動かない（2021年3月）
- 護られなかった者たちへ（2021年10月）[2]
- ラーゲリより愛を込めて（2022年12月）[3]
- ディア・ファミリー（2024年6月）[4]
- 少年と犬（2025年3月）[5]
- 火喰鳥を、喰う（2025年10月3日公開予定）

### その他
- 江戸むらさき特急（1995年7月）
- 特攻!アルテミス（2001年11月）
- Cook Me Softly（2004年12月）
- 隙魔（2005年9月）
- TEAM NACS 『PARAMUSHIR〜信じ続けた士魂の旗を掲げて』（2018年2〜4月）